# 2001 en Colombie-Britannique
Chronologie de la Colombie-Britannique
- 1997
- 1998
- 1999
- 2000
- 2001
- 2002
- 2003
- 2004
- 2005

Cette page concerne des événements qui se sont produits durant l'année 2001 dans la province canadienne de Colombie-Britannique.

## Politique

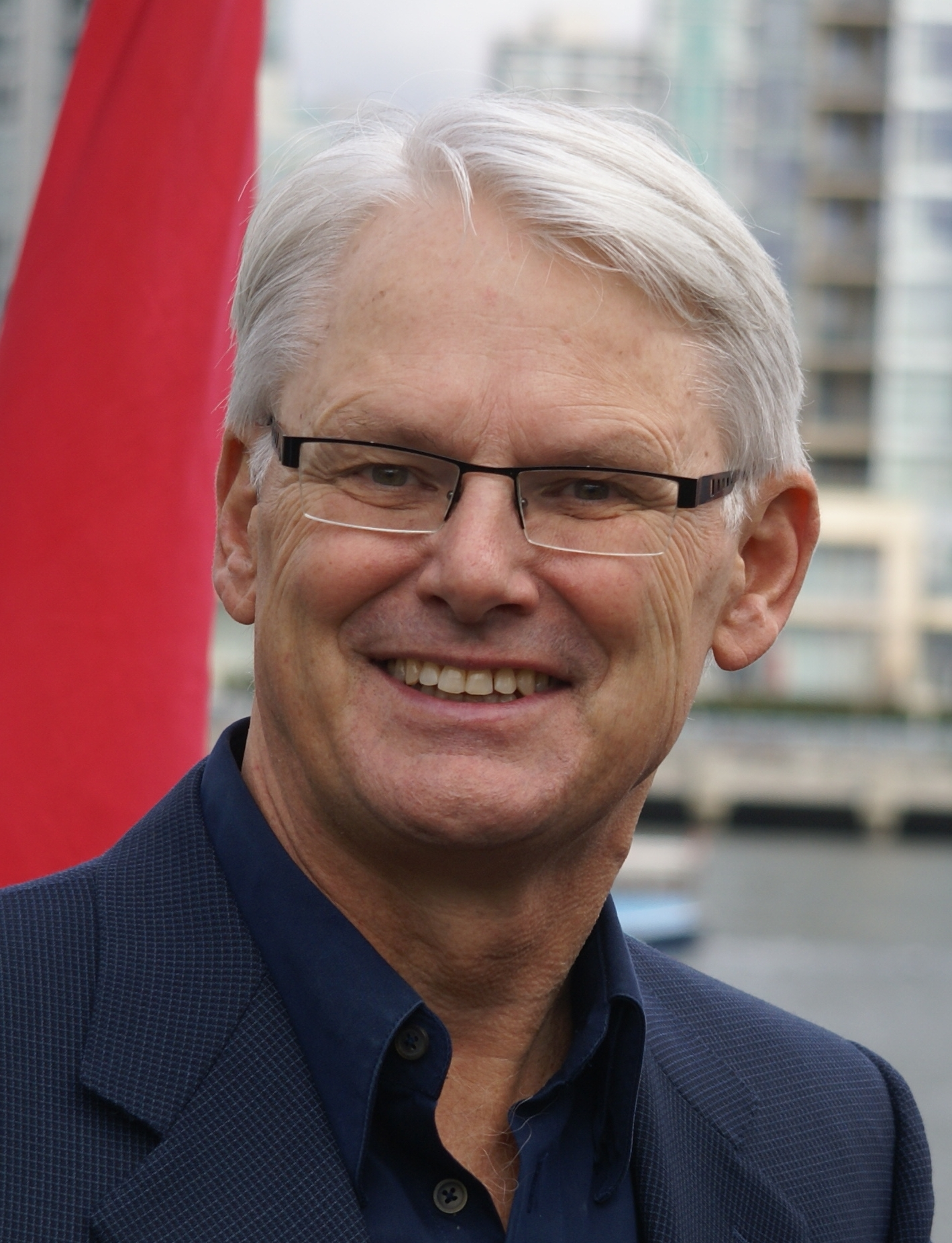
Gordon Campbell

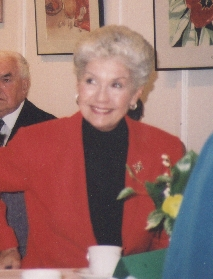
Iona Campagnolo

- Premier ministre : Ujjal Dosanjh puis Gordon Campbell
- Chef de l'Opposition : Gordon Campbell du Parti libéral de la Colombie-Britannique puis Joy MacPhail (en)[1]
- Lieutenant-gouverneur : Garde Gardom puis Iona Campagnolo
- Législature :

## Événements

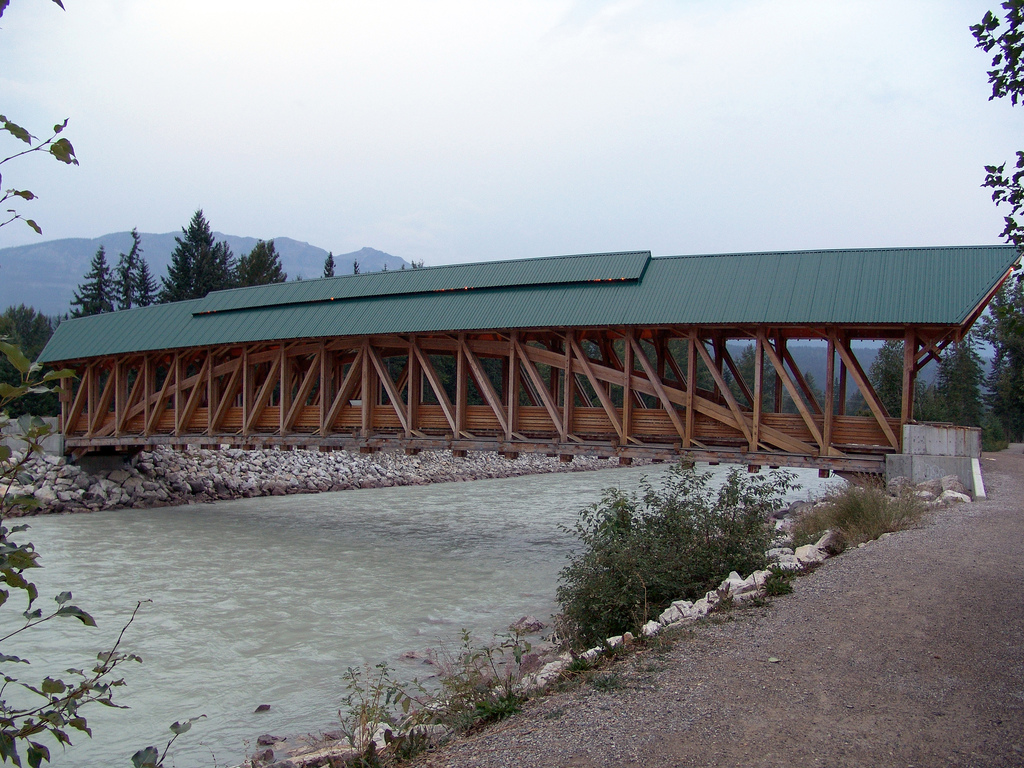
Kicking Horse Bridge

- Mise en service du  Kicking Horse Bridge , pont couvert en bois de 47.55 mètres de longueur situé à Golden[2].
- Mise en service à Vancouver du Classico, immeuble de logements à structure béton de 36 étages (99.70 mètres de hauteur) situé 1328 West Pender Street[3].
- 18 avril : élection générale en Colombie-Britannique — le gouvernement du Nouveau Parti démocratique est défait par le Parti libéral, qui remporte tous les sièges sauf deux à l'Assemblée législative, et Gordon Campbell succède à Ujjal Dosanjh au poste de Premier ministre.

## Naissances
- 13 juin à Cranbrook : Bowen Byram, joueur de hockey sur glace. Il évolue au poste de défenseur.